# 기소강
기소강(일본어: 木曽川 기소가와[*])은 일본에 있는 약 229 km 길이의 강으로 나가노현, 기후현, 아이치현, 미에현을 거쳐 이세만으로 흘러든다. 이비강, 나가라강과 함께 기소 삼강을 이루며 노비평야에 주요 수계를 형성한다. 강 상류의 계곡은 기소 계곡을 이룬다.